# Schopenhauerstraße (Weimar)

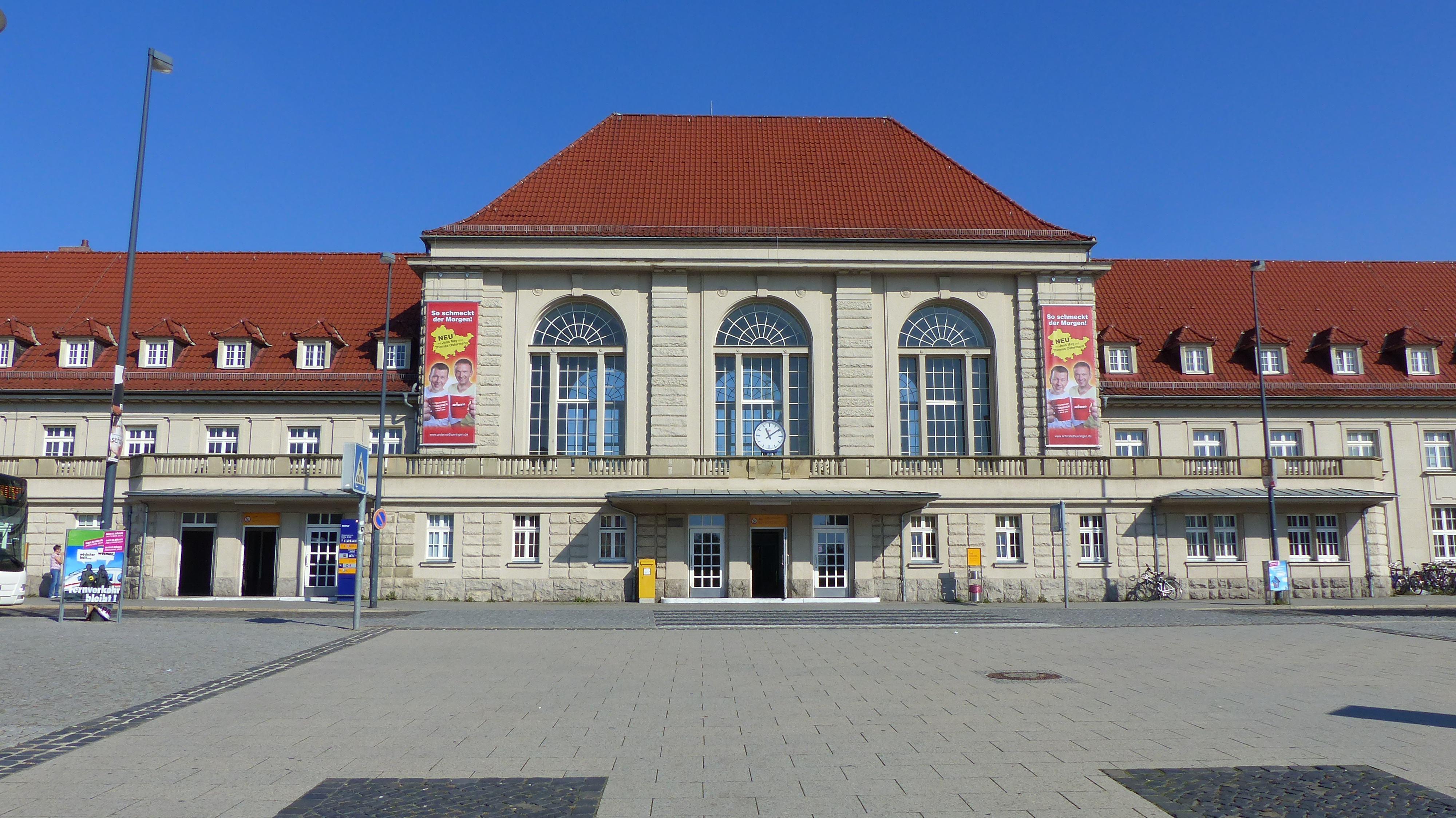
Hauptbahnhof Schopenhauerstraße 2 Weimar

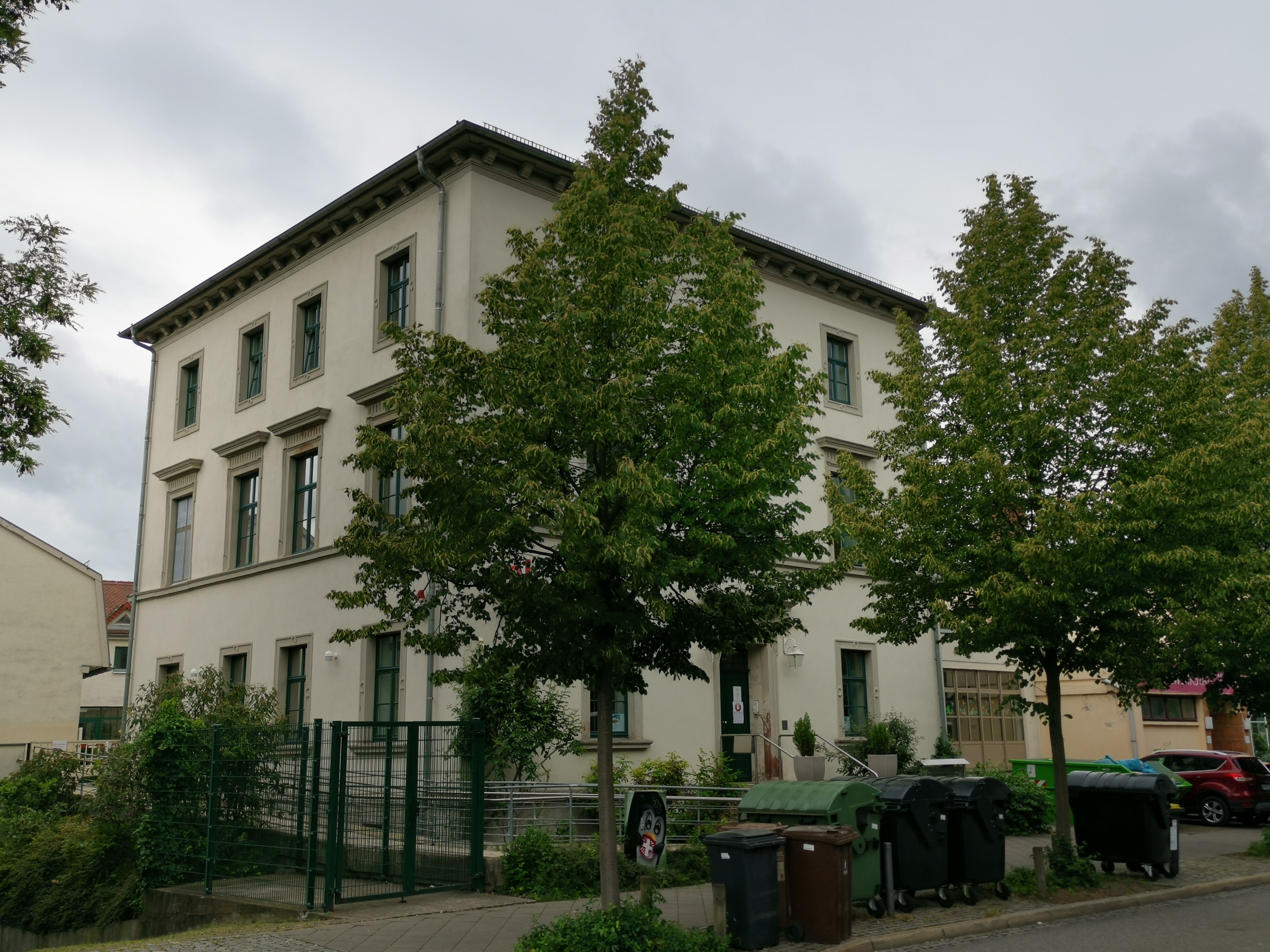
Pflegeheim Schopenhauerstraße 11

Direkt vor dem Bahnhof Weimar führt die Schopenhauerstraße vorbei und verbindet die Ettersburger Straße und die  Ernst-Thälmann-Straße mit der  Friedrich-Ebert-Straße bzw. der Buttelstedter 
Straße miteinander. Daran schließt sich vor dem Bahnhof der August-Baudert-Platz an. Sie ist zugleich nördliche Grenze der Nordvorstadt hinter den Eisenbahnbrücken in nördlicher Richtung schließt sich das Industriegebiet Weimar-Nord an. Sie wird am August-Baudert-Platz von der Brennerstraße gekreuzt, wo das Haus Brennerstraße 42 ein markanter Bezugspunkt ist.
Die Schopenhauerstraße in der Nordvorstadt, die einst Paulinenstraße hieß, ist eine wichtige Straße in Weimar, über welche der gesamte öffentliche Busverkehr läuft. In der Schopenhauerstraße 11 befindet ein Pflegeheim, das auf der Liste der Kulturdenkmale in Weimar (Einzeldenkmale) steht. Als wichtigstes denkmalgeschütztes Einzeldenkmal ist mit der Schopenhauerstraße 2 der Hauptbahnhof zu nennen. Benannt wurde die Straße nach der Schriftstellerin Johanna Schopenhauer, der Mutter des Philosophen Arthur Schopenhauer. Die in der Schopenhauerstraße befindliche alte Konditorei ist längst nicht mehr in Betrieb und bietet einen traurigen Anblick.
Die gesamte Schopenhauerstraße steht auf der Liste der Kulturdenkmale in Weimar (Sachgesamtheiten und Ensembles).